# Fuxerna kyrka
Fuxerna kyrka är en kyrkobyggnad belägen i centralorten i Lilla Edets kommun. Den tillhör sedan 2002 Fuxerna-Åsbräcka församling (tidigare Fuxerna församling) i Göteborgs stift. 

## Kyrkobyggnaden
Kyrkan uppfördes 1769 i nyklassisk stil och fick vid invigningen namnet Sofiakyrkan. Vid ombyggnaden 1860 fick kyrkan sitt västtorn. Nuvarande stenkyrka ersätter en medeltida kyrkobyggnad från 1100-talet.

## Inventarier
- Dopfunten är tillverkad på medeltiden och troligen samtida med den gamla kyrkan.
- Predikstolen är byggd av trä i barockstil och tillkom samma år som nuvarande kyrka.
- Altaruppsatsen är från senaste renoveringen av kyrkan 1998. Den består av sammansatta ikoner utförda av Erland Forsberg med ett krucifix i mitten. Innan stod där en kopia av Thorvaldsens Kristus. Denna är nu flyttad och står bredvid dopfunten.
- Läktarbröstningen är smyckad med apostlabilder.

### Orglar
- Orgeln med 25 stämmor är byggd av John Grönvall Orgelbyggeri och togs i bruk 1978. Några år senare tillkom kororgeln.

## Bilder

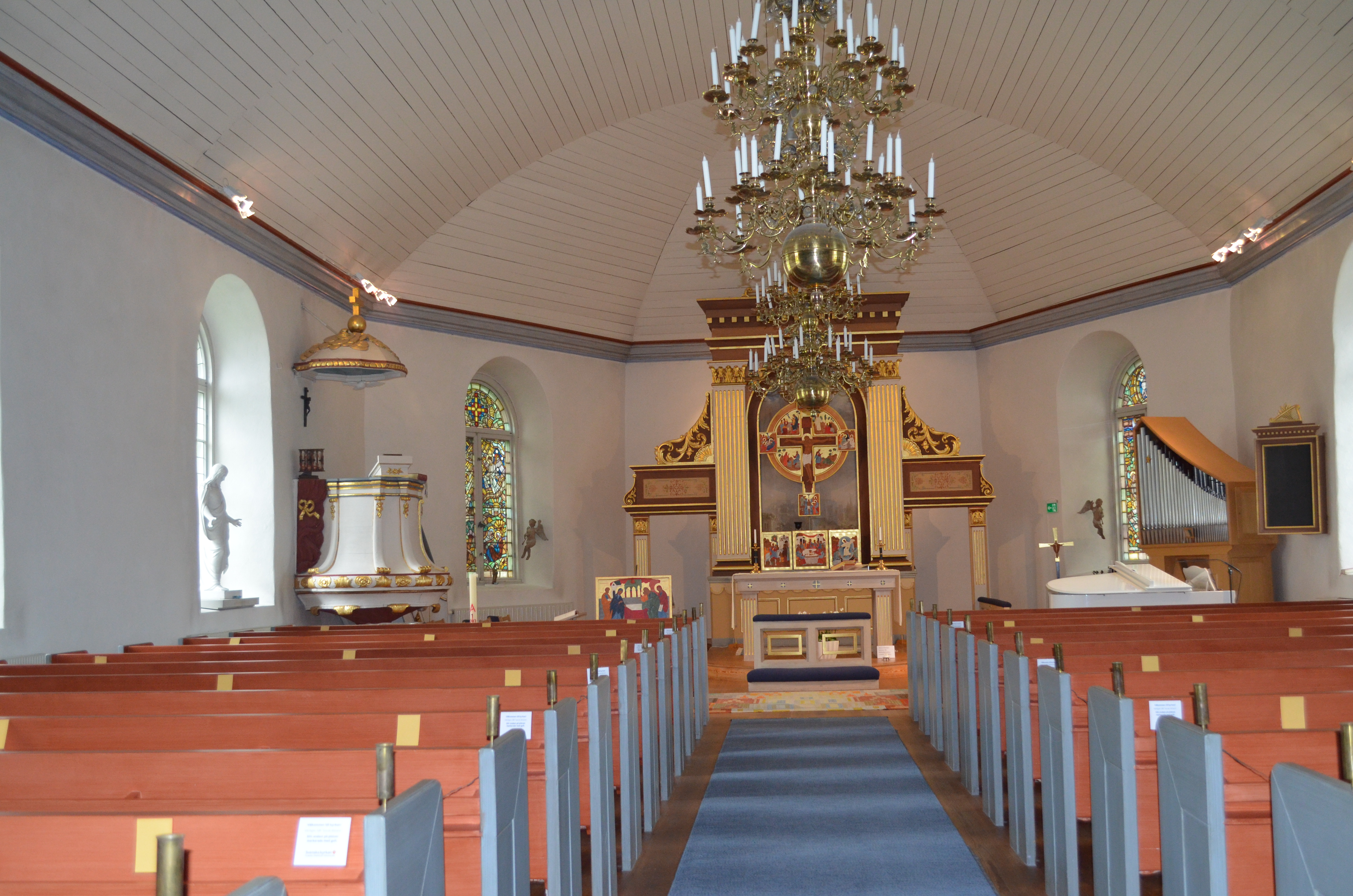
Interiör.
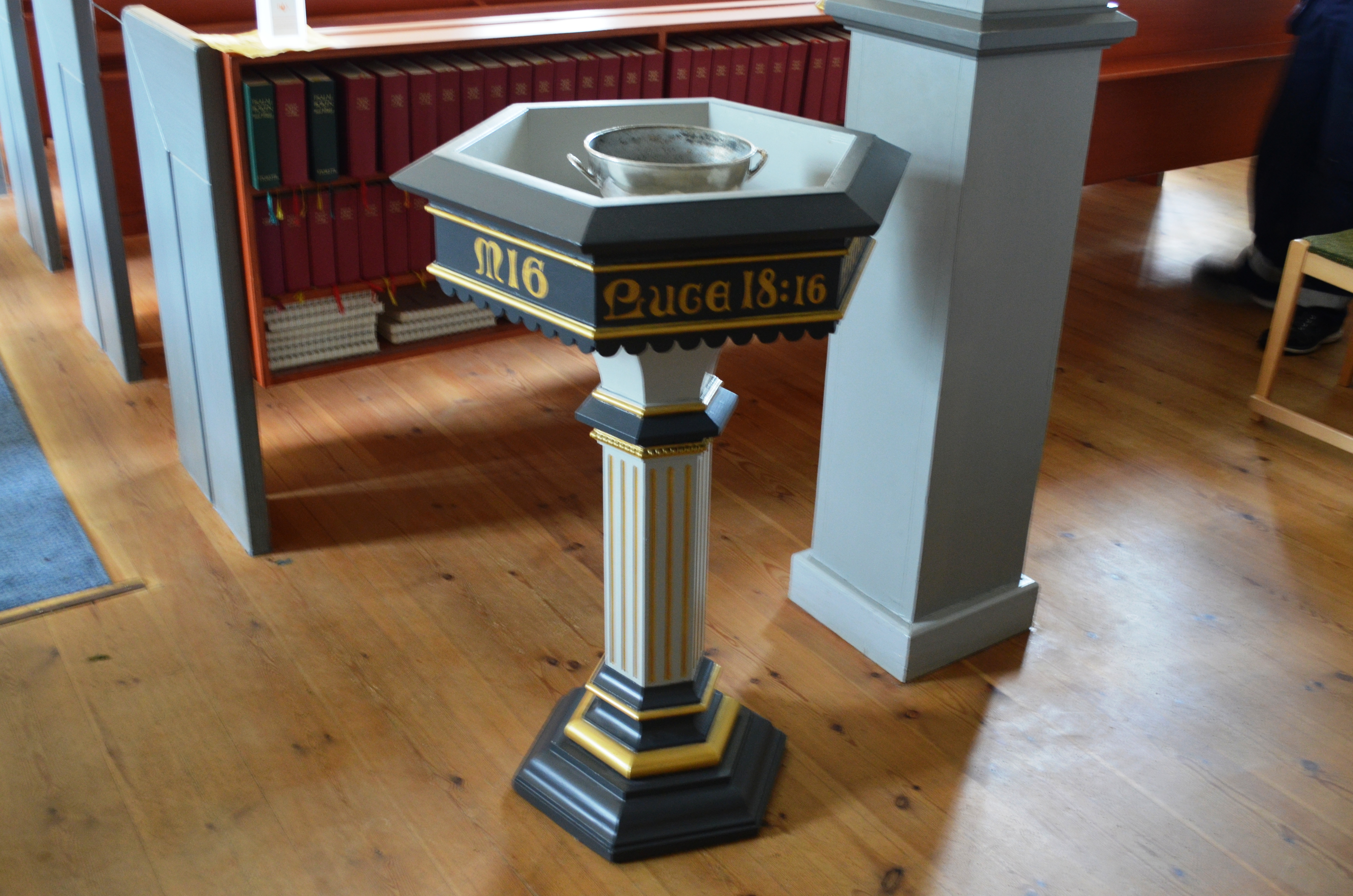
Dopfunt.
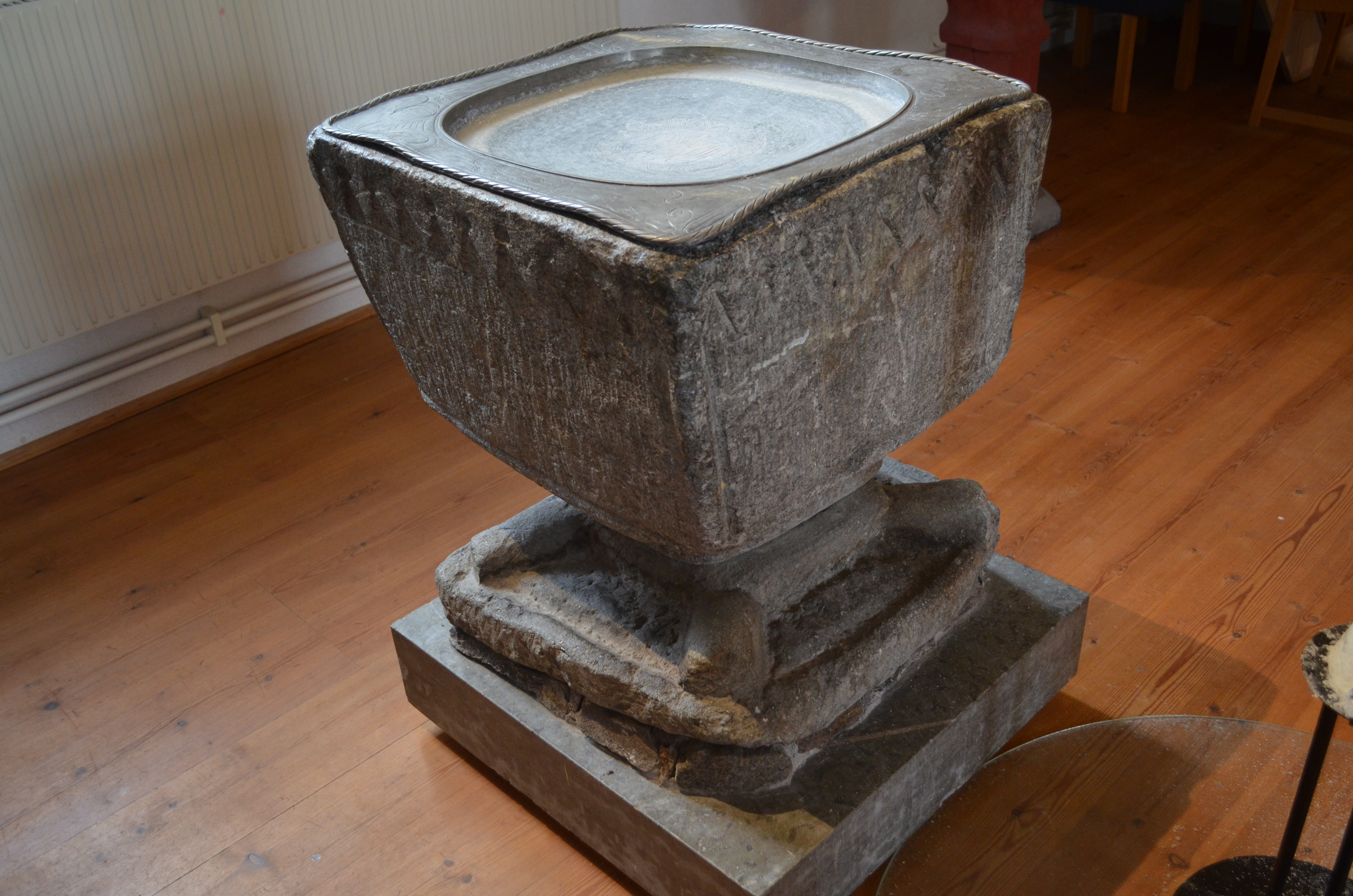
Dopfunt.
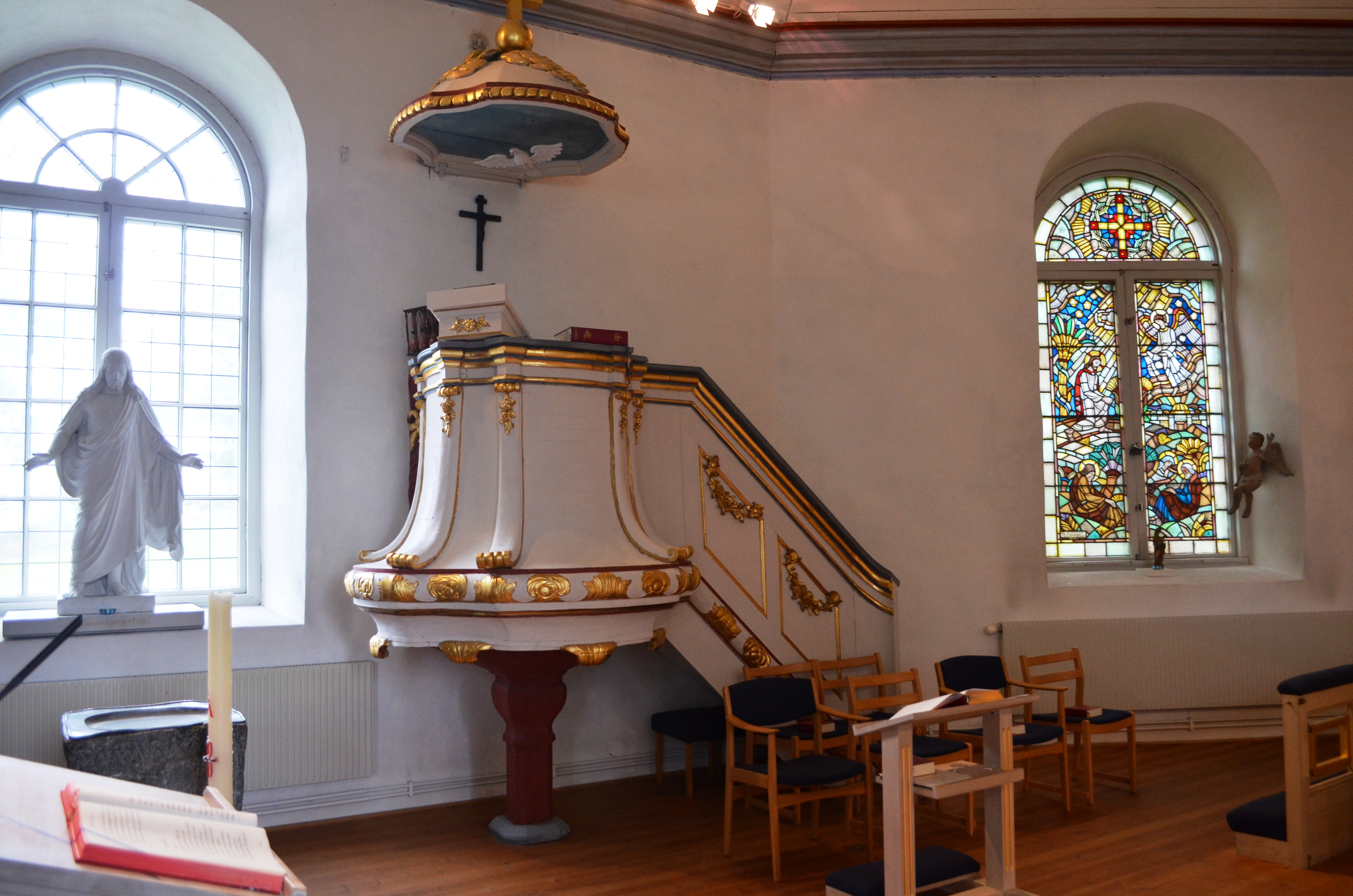
Predikstolen.
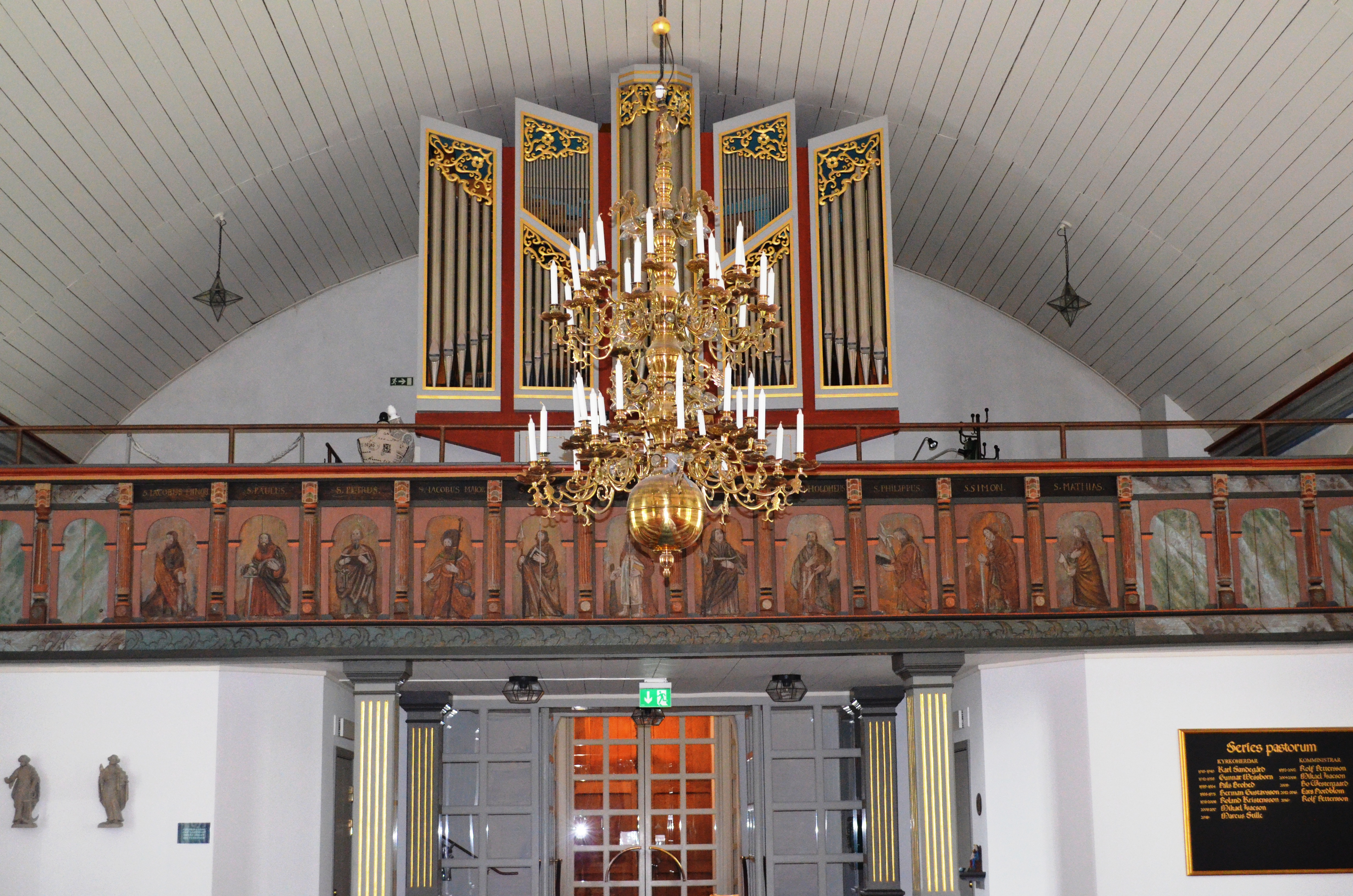
Orgeln.
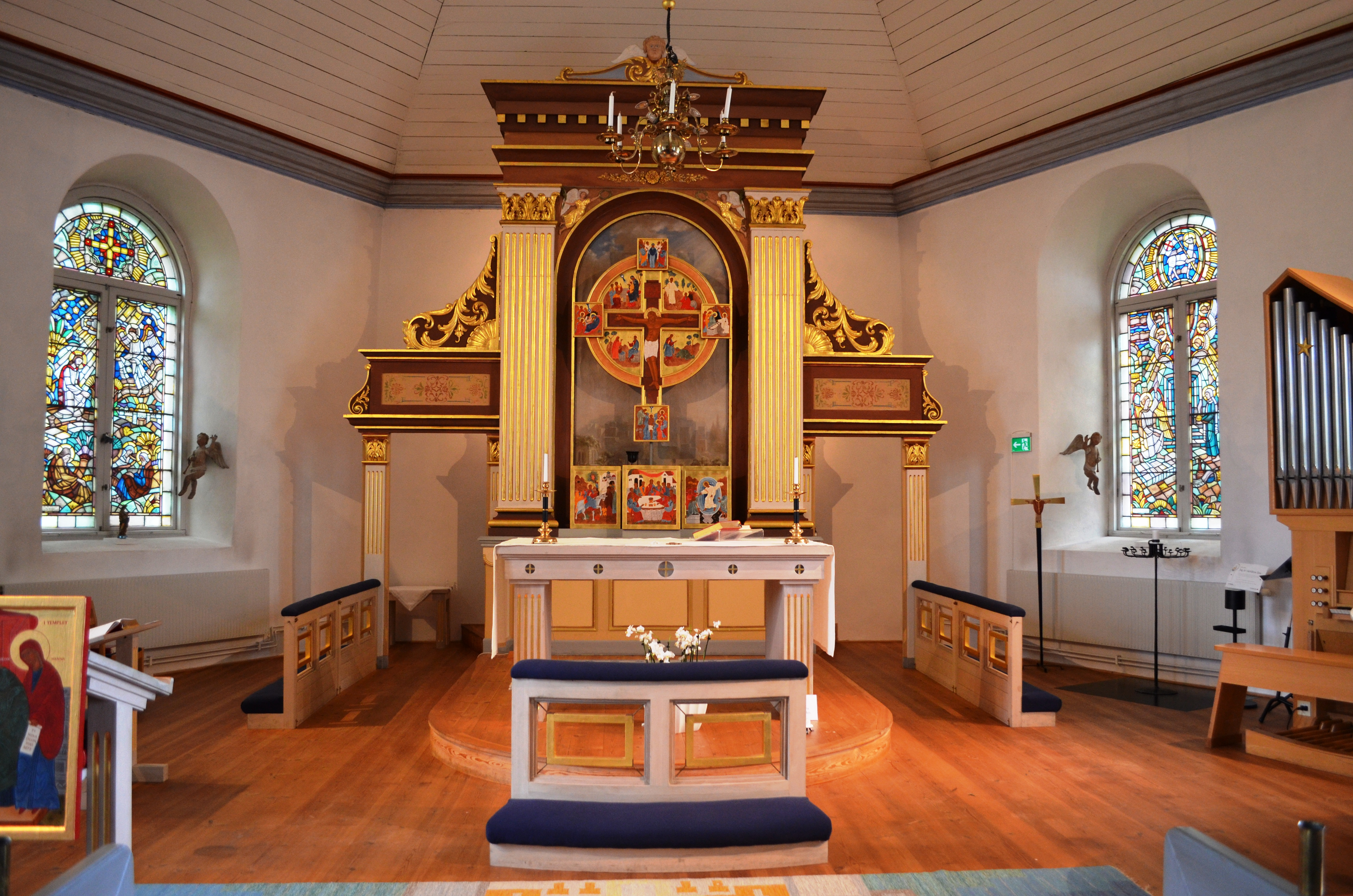
Altare.